# Стефано Модена
Стефано Модена (на италиански: Stefano Modena) e пилот от Формула 1. Роден на 12 май 1963 година в Модена, Италия. Има седемдесет участия в стартове от световния шампионат във Формула 1, като записва два подиума и 17 точки.